# Amtshauptmannschaft Schwarzenberg
Die Amtshauptmannschaft Schwarzenberg war ein Verwaltungsbezirk im Königreich Sachsen und im späteren Freistaat Sachsen. Ihr Gebiet gehört heute zum Erzgebirgskreis in Sachsen. Von 1939 bis 1947 hieß der Verwaltungsbezirk Landkreis Schwarzenberg und von 1947 bis 1951 Landkreis Aue.

## Geschichte
1874 wurden im Königreich Sachsen im Rahmen einer umfassenden Verwaltungsreform neue Kreishauptmannschaften und Amtshauptmannschaften eingerichtet. Aus den Gerichtsamtsbezirken Eibenstock, Grünhain, Johanngeorgenstadt, Schneeberg und Schwarzenberg, die zuvor zu den Amtshauptmannschaften Annaberg und Zwickau gehört hatten, wurde die neue Amtshauptmannschaft Schwarzenberg gebildet. Die sächsischen Amtshauptmannschaften waren hinsichtlich ihrer Funktion und Größe vergleichbar mit einem (preußischen) Landkreis. Im Bereich der Rezessherrschaften Schönburg wurde diese Reform erst 1878 abgeschlossen. Zum Kreisgebiet kam der Gerichtsamtsbezirk Lößnitz der schönburgischen Herrschaft Hartenstein hinzu.
1924 wurde die Stadt Aue als bezirksfreie Stadt aus der Amtshauptmannschaft ausgegliedert und 1939 wurde die Amtshauptmannschaft Schwarzenberg in Landkreis Schwarzenberg umbenannt. Nach Kriegsende 1945 blieb der Landkreis und angrenzende Gebiete von den Alliierten zunächst unbesetzt (siehe dazu Freie Republik Schwarzenberg).
1946 wurde die Stadt Aue wieder in den Landkreis eingegliedert, der 1947 in Landkreis Aue umbenannt wurde. Mit der Auflösung des Landkreises Stollberg am 1. Juli 1950 kamen Teile dieses Landkreises zum Landkreis Aue. Am 17. Dezember 1951 wurden die Städte Johanngeorgenstadt und Schneeberg als Stadtkreise aus dem Landkreis ausgegliedert. Gleichzeitig wurde das verbleibende Kreisgebiet in die neuen Kreise Aue und Schwarzenberg aufgeteilt, die 1952 dem Bezirk Karl-Marx-Stadt zugeordnet wurden.

## Amtshauptleute und Landräte
- 1874–1877: Gustav Adolf Vodel
- 1877–1898: Ado von Wirsing
- 1898–1902: Friedrich Krug von Nidda und von Falkenstein
- 1903–1910: Martin Konrad Demmering
- 1911–1919: Ernst Ferdinand Wimmer
- 1919–1922: Wolfgang Kaestner
- 1922–1933: Christian von Schwartz
- 1933–1939: Harry von Craushaar
- 1940–1944: Gerhard Zesch
- 1944–26. Juli 1945: Friedrich Hänichen (amtierend)
- 26. Juli 1945–1. August 1952: Ernst Scheffler

## Einwohnerentwicklung
| Jahr      | 1900    | 1910    | 1925    | 1939    |
| --------- | ------- | ------- | ------- | ------- |
| Einwohner | 122.267 | 142.976 | 130.506 | 131.231 |

## Verwaltungsgliederung und Gemeinden

### 1910
Der Amtshauptmannschaft gehörten 1910 61 Kommunen, darunter 8 Städte und 53 Gemeinden, an. Einzelne selbständige Gutsbezirke waren gesondert aufgeführt, sind aber in den Einwohnerzahlen der umliegenden Gemeinden aufgeführt. Davon kursiv eingetragen sind solche, die 1900 noch als Gemeinde gezählt wurden.
| Stadt                               | Stadt              | Einwohnerzahl | Gemeinde                                          | Gemeinde      | Einwohnerzahl | selbständiger Gutsbezirk (1. Dez. 1900) | Einwohnerzahl |
| ----------------------------------- | ------------------ | ------------- | ------------------------------------------------- | ------------- | ------------- | --------------------------------------- | ------------- |
| AMTSHAUPTMANNSCHAFT gesamt: 142.976 |                    |               |                                                   |               |               | selbständiger Gutsbezirk (1. Dez. 1900) | Einwohnerzahl |
| Städte                              | Städte             | 64.930        | Gemeinden                                         | Gemeinden     | 78.046        | selbständiger Gutsbezirk (1. Dez. 1900) | Einwohnerzahl |
| 1                                   | Aue                | 19.363        | 4                                                 | Schönheide    | 7.597         | Hammergut Schönheiderhammer             | 264           |
| 2                                   | Eibenstock         | 9.528         | 7                                                 | Lauter        | 6.001         | Hammergut Erla                          | 248           |
| 3                                   | Schneeberg         | 9.382         | 10                                                | Zschorlau     | 4.550         | Hammergut Breitenhof                    | 170           |
| 5                                   | Lößnitz            | 7.378         | 11                                                | Bockau        | 3.984         | Hammergut Blauenthal                    | 168           |
| 6                                   | Johanngeorgenstadt | 6.188         | 12                                                | Bernsbach     | 3.601         | Weiters Glashütte                       | 122           |
| 8                                   | Schwarzenberg      | 5.367         | 13                                                | Beierfeld     | 3.437         | Hammergut Rittersgrün                   | 109           |
| 9                                   | Neustädtel         | 5.137         | 14                                                | Raschau       | 3.171         | Blaufarbenwerk Niederpfannenstiel       | 66            |
| 17                                  | Grünhain           | 2.587         | 15                                                | Bermsgrün     | 2.694         | Gutsbezirk Schindlers Blaufarbenwerk    | 63            |
|                                     |                    |               | 16                                                | Niederschlema | 2.607         | Hammergut Neidhardtsthal                | 62            |
| 18                                  | Rittersgrün        | 2.533         | Rittergut Klösterlein                             | 42            |               |                                         |               |
| 19                                  | Oberschlema        | 2.479         | Rittergut Schönheide                              | 34            |               |                                         |               |
| 20                                  | Breitenbrunn       | 2.167         | Rittergut Sachsenfeld                             | 31            |               |                                         |               |
| 21                                  | Sosa               | 2.153         | Hammergut Wildenthal                              | 29            |               |                                         |               |
| 22                                  | Alberoda           | 1.855         | Rittergut Alberoda                                | 20            |               |                                         |               |
| 23                                  | Pöhla              | 1.791         | Staatsforstrevier Carlsfeld                       | 16            |               |                                         |               |
| 24                                  | Carlsfeld          | 1.788         | Erbgut Förstel                                    | 15            |               |                                         |               |
| 25                                  | Hundshübel         | 1.688         | Staatsforstrevier Antonsthal                      | 13            |               |                                         |               |
| 26                                  | Neuwelt            | 1.660         | Staatsforstreviere Lauter (und Burkhardtswald)    | 9             |               |                                         |               |
| 27                                  | Oberstützengrün    | 1.603         | Staatsforstrevier Wildenthal                      | 9             |               |                                         |               |
| 28                                  | Auerhammer         | 1.515         | Freigut Neuheide                                  | 7             |               |                                         |               |
| 29                                  | Albernau           | 1.523         | Staatsforstrevier Sosa                            | 7             |               |                                         |               |
| 30                                  | Obersachsenfeld    | 1.463         | Staatsforstrevier Hundshübel                      | 6             |               |                                         |               |
| 31                                  | Mittweida          | 1.388         | Freigut Albernau                                  | 5             |               |                                         |               |
| 32                                  | Crandorf           | 1.222         | Staatsforstrevier Eibenstock                      | 4             |               |                                         |               |
| 33                                  | Schönheiderhammer  | 1.111         | Forstrevier Poppenwald                            | 4             |               |                                         |               |
| 34                                  | Unterstützengrün   | 1.022         | Mannlehngut Streitwald                            | 3             |               |                                         |               |
| 35                                  | Markersbach        | 950           | Forstrevier Oberpfannenstiel                      | 1             |               |                                         |               |
| 36                                  | Grünstädtel        | 930           | Staatsforstrevier Auersberg                       | 0             |               |                                         |               |
| 37                                  | Lindenau           | 850           | Staatsforstrevier Bockau                          | 0             |               |                                         |               |
| 38                                  | Griesbach          | 717           | Staatsforstrevier Breitenbrunn                    | 0             |               |                                         |               |
| 39                                  | Oberpfannenstiel   | 716           | Staatsforstrevier Crandorf                        | 0             |               |                                         |               |
| 40                                  | Oberaffalter       | 704           | Staatsforstrevier Großpöhla                       | 0             |               |                                         |               |
| 41                                  | Wildenau           | 638           | Staatsforstrevier Grünhain                        | 0             |               |                                         |               |
| 42                                  | Niederaffalter     | 565           | Staatsforstrevier Johanngeorgenstadt              | 0             |               |                                         |               |
| 43                                  | Neuheide           | 544           | Staatsforstrevier Lößnitzer Gottes- und Grünewald | 0             |               |                                         |               |
| 44                                  | Waschleithe        | 487           | Rittergut Niederschlema                           | 0             |               |                                         |               |
| 45                                  | Langenberg         | 427           | Staatsforstrevier Raschau                         | 0             |               |                                         |               |
| 46                                  | Jugel              | 400           | Blaufarbenwerk Oberschlema (1905 gebildet)        | ?             |               |                                         |               |
| 46                                  | Wildenthal         | 400           |                                                   |               |               |                                         |               |
| 48                                  | Dittersdorf        | 396           |                                                   |               |               |                                         |               |
| 49                                  | Streitwald         | 387           |                                                   |               |               |                                         |               |
| 50                                  | Burkhardtsgrün     | 380           |                                                   |               |               |                                         |               |
| 51                                  | Wittigsthal        | 379           |                                                   |               |               |                                         |               |
| 52                                  | Steinheidel        | 230           |                                                   |               |               |                                         |               |
| 53                                  | Blauenthal         | 221           |                                                   |               |               |                                         |               |
| 54                                  | Steinbach          | 208           |                                                   |               |               |                                         |               |
| 55                                  | Breitenhof         | 198           |                                                   |               |               |                                         |               |
| 56                                  | Neudörfel          | 181           |                                                   |               |               |                                         |               |
| 57                                  | Wolfsgrün          | 167           |                                                   |               |               |                                         |               |
| 58                                  | Tellerhäuser       | 134           |                                                   |               |               |                                         |               |
| 59                                  | Neidhardtsthal     | 123           |                                                   |               |               |                                         |               |
| 60                                  | Grüna              | 78            |                                                   |               |               |                                         |               |
| 61                                  | Muldenhammer       | 33            |                                                   |               |               |                                         |               |

### 1939
Gemeinden der Amtshauptmannschaft Schwarzenberg mit mehr als 2000 Einwohnern (Stand 1939):
| Gemeinde           | Einwohner |
| ------------------ | --------- |
| Beierfeld          | 4.801     |
| Bermsgrün          | 2.691     |
| Bernsbach          | 5.842     |
| Bockau             | 4.587     |
| Breitenbrunn       | 2.554     |
| Eibenstock         | 8.710     |
| Grünhain           | 3.356     |
| Johanngeorgenstadt | 6.866     |
| Lauter             | 7.860     |
| Lößnitz            | 7.481     |
| Markersbach        | 2.736     |
| Neustädtel         | 5.157     |
| Niederschlema      | 2.504     |
| Oberschlema        | 2.625     |
| Pöhla              | 2.158     |
| Raschau            | 3.927     |
| Rittersgrün        | 2.794     |
| Schneeberg         | 14.550    |
| Schönheide         | 7.177     |
| Schwarzenberg      | 12.252    |
| Sosa               | 2.752     |
| Zschorlau          | 5.254     |

Die kreisfreie Stadt Aue hatte 1939 25.435 Einwohner.

### 1947
Liste aller Gemeinden 1947:
| Städte 1. Eibenstock 2. Grünhain 3. Johanngeorgenstadt 4. Lößnitz 5. Schneeberg 6. Schwarzenberg im Erzgebirge | Gemeinden 1. Affalter 2. Albernau 3. Beierfeld 4. Bermsgrün 5. Bernsbach 6. Blauenthal 7. Bockau 8. Breitenbrunn (Erzgebirge) 9. Burkhardtsgrün 10. Carlsfeld 11. Dittersdorf 12. Erla 13. Griesbach 14. Grüna 15. Grünstädtel 16. Hundshübel 17. Lauter 18. Lindenau 19. Markersbach 20. Neuheide 21. Niederschlema 22. Radiumbad Oberschlema | 1. Oberstützengrün 2. Pöhla 3. Raschau 4. Rittersgrün 5. Schönheide 6. Schönheiderhammer 7. Sosa 8. Steinbach 9. Steinheidel 10. Tellerhäuser 11. Unterstützengrün 12. Waschleithe 13. Wildenthal 14. Zschorlau |